# Тунменхой
Тунменхой (спрощ.: 同盟会; кит. трад.: 同盟會; піньїнь: Tóngménghuì, букв. Об'єднаний союз, Союзна ліга) — китайська революційна організація, створена Сунь Ятсеном 1905 року в Японській імперії на базі Товариства відродження Китаю й інших антиманьчжурських організацій.

## Історія
До складу організації входили представники середньої та дрібної міської буржуазії, китайських поміщиків (які виступали проти маньчжурського уряду), селян.
Програма Тунменхою, в основі якої були запропоновані Сунь Ятсеном принципи націоналізму, народовладдя й народного добробуту, включала такі вимоги:
- повалення маньчжурського правління;
- відновлення суверенітету Китаю;
- створення республіки;
- урівнення прав на землю.

Остання вимога тлумачилась у дусі утопічних ідей американського економіста Генрі Джорджа (фіксація ціни на землю й передача диференціальної ренти державі). Тунменхой був першою загальнокитайською буржуазно-революційною партією. Його відділення було створено в кожній провінції Китаю, а також у багатьох країнах, де проживали китайські емігранти.
Тунменхой підготував та здійснив низку збройних повстань у Південному й Центральному Китаї, був провідною політичною силою Синьхайської революції, в результаті якої було повалено маньчжурську монархію та проголошено республіку. Після Учанського повстання праві елементи Тунменхою почали схилятись до компромісу з лідером китайської контрреволюції Юань Шикаєм, віддавши йому зрештою владу.
В лютому 1912 року, після зречення імператора Пуї, Тунменхой прийняв нову програму, в якій гасло «прав за землю» було замінено на абстрактну вимогу «державного соціалізму». Програма також передбачала запровадження загальної освіти, урівнення в політичних правах чоловіків і жінок, вимогу рівноправності Китаю в царині міжнародних відносин.
У серпні 1912 року Тунменхой об'єднався з кількома політичними організаціями ліберальної буржуазії, в результаті чого виникла партія Гоміньдан.